# 梁志敏
梁志敏（1961年7月12日—），廣東博羅縣人，汉族，中华人民共和国政治人物、全国政协委员。担任广东省总商会副会长、深圳市多利工贸有限公司董事长、总经理。

## 生平
1984年11月29日，從出生地廣東省博羅縣遷入深圳，戶籍管轄單位為翠竹派出所。
1989年創建多利工貿有限公司，1995年當選為深圳市政協委員，1998年當選第九屆全國政協委員。2000年當選為深圳市總商會會長，2004年創建世紀晶源科技有限公司暨國家化合物半導體照明產業基地。
2008年，梁志敏当选第十一届全国政协委员，代表经济界，分入第三十五组。
2013年3月至2016年2月，任中共大理州委书记。
2015年，梁志敏被遭實名舉報擁有內地和香港雙重戶籍，而且兩地戶籍記載的年齡並不相同。。
2016年8月，梁志敏再被揭發在惠州羅浮山風景區違規興建豪華會所，佔地約四百畝。